# Liste der Gemeinden im Landkreis Forchheim

Karte des Landkreises Forchheim

Die Liste der Gemeinden im Landkreis Forchheim gibt einen Überblick über die Verwaltungseinheiten des Landkreises. Es gibt 29 politische Gemeinden, von denen 13 eine eigene Verwaltung haben, und 6 Verwaltungsgemeinschaften.

## Legende
- Verwaltungseinheit: Name der Gemeinde und Angabe der Gemeindeart: Gemeinde (–), Markt (M), Stadt (St), Große Kreisstadt (GKSt) oder Name der Verwaltungsgemeinschaft. Einheitsgemeinden wie auch Verwaltungsgemeinschaften sind fett gedruckt
- Wappen: Wappen der Gemeinde
- GT: Gemeindeteile der Gemeinde. Der Wiki-Link ist mit der Gemeindegliederung der jeweiligen Gemeinde verknüpft.
- VG: Zeigt ggf. an, ob eine Gemeinde zu einer Verwaltungsgemeinschaft gehört
- Karte: Zeigt die Lage der Gemeinde im Landkreis
- Fläche: Fläche der Stadt beziehungsweise Gemeinde, angegeben in Quadratkilometer
- Einwohner: Zahl der Menschen die in der Gemeinde beziehungsweise Stadt leben (Stand: 31. Dezember 2023[1])
- EW-Dichte: Angegeben ist die Einwohnerdichte, gerechnet auf die Fläche der Verwaltungseinheit, angegeben in Einwohner pro km2 (Stand: 31. Dezember 2023[2])
- Statistik: Link zur kommunalen Statistik des Bayerischen Landesamts für Statistik
- Website: Website der der Gemeinde bzw. der Verwaltungsgemeinschaft

## Gemeinden
| Verwaltungseinheit      | Wappen                                   | GT | VG             | Karte                                                                  | Fläche in km²  | Einwohner      | Einwohner je km² | Statistik | Website |
| ----------------------- | ---------------------------------------- | -- | -------------- | ---------------------------------------------------------------------- | -------------- | -------------- | ---------------- | --------- | ------- |
| Landkreis Forchheim     | Wappen des Landkreises Forchheim         |    |                | Der Landkreis Forchheim                                                | 642,79         | 118725         | 185              | [ 3 ]     | [ 4 ]   |
| Dormitz, VG             |                                          |    | Dormitz        | Lage der Verwaltungsgemeinschaft Dormitz im Landkreis Forchheim        | 23,82 (3.7 %)  | 4877 (4.1 %)   | 205              |           | [ 5 ]   |
| Ebermannstadt, VG       |                                          |    | Ebermannstadt  | Lage der Verwaltungsgemeinschaft Ebermannstadt im Landkreis Forchheim  | 62,43 (9.7 %)  | 8191 (6.9 %)   | 131              |           | [ 6 ]   |
| Effeltrich, VG          |                                          |    | Effeltrich     | Lage der Verwaltungsgemeinschaft Effeltrich im Landkreis Forchheim     | 17,09 (2.7 %)  | 4083 (3.4 %)   | 239              |           | [ 7 ]   |
| Gosberg, VG             |                                          |    | Gosberg        | Lage der Verwaltungsgemeinschaft Gosberg im Landkreis Forchheim        | 29,52 (4.6 %)  | 5064 (4.3 %)   | 172              |           | [ 8 ]   |
| Gräfenberg, VG          |                                          |    | Gräfenberg     | Lage der Verwaltungsgemeinschaft Gräfenberg im Landkreis Forchheim     | 68,11 (10.6 %) | 6981 (5.9 %)   | 102              |           | [ 9 ]   |
| Kirchehrenbach, VG      |                                          |    | Kirchehrenbach | Lage der Verwaltungsgemeinschaft Kirchehrenbach im Landkreis Forchheim | 36,24 (5.6 %)  | 5922 (5 %)     | 163              |           | [ 10 ]  |
| Dormitz                 | Wappen der Gemeinde Dormitz              | 2  | Dormitz        | Lage der Gemeinde Dormitz im Landkreis Forchheim                       | 4,57 (0.7 %)   | 2031 (1.7 %)   | 444              | [ 11 ]    | [ 12 ]  |
| Ebermannstadt, St       | Wappen der Gemeinde Ebermannstadt        | 17 | Ebermannstadt  | Lage der Gemeinde Ebermannstadt im Landkreis Forchheim                 | 49,96 (7.8 %)  | 7041 (5.9 %)   | 141              | [ 13 ]    | [ 14 ]  |
| Effeltrich              | Wappen der Gemeinde Effeltrich           | 2  | Effeltrich     | Lage der Gemeinde Effeltrich im Landkreis Forchheim                    | 11,92 (1.9 %)  | 2546 (2.1 %)   | 214              | [ 15 ]    | [ 16 ]  |
| Eggolsheim, M           | Wappen der Gemeinde Eggolsheim           | 13 |                | Lage der Gemeinde Eggolsheim im Landkreis Forchheim                    | 48,91 (7.6 %)  | 6639 (5.6 %)   | 136              | [ 17 ]    | [ 18 ]  |
| Egloffstein, M          | Wappen der Gemeinde Egloffstein          | 16 |                | Lage der Gemeinde Egloffstein im Landkreis Forchheim                   | 28,04 (4.4 %)  | 2103 (1.8 %)   | 75               | [ 19 ]    | [ 20 ]  |
| Forchheim, GKSt         | Wappen der Gemeinde Forchheim            | 7  |                | Lage der Gemeinde Forchheim im Landkreis Forchheim                     | 44,43 (6.9 %)  | 33610 (28.3 %) | 756              | [ 21 ]    | [ 22 ]  |
| Gößweinstein, M         | Wappen der Gemeinde Gößweinstein         | 31 |                | Lage der Gemeinde Gößweinstein im Landkreis Forchheim                  | 57,69 (9 %)    | 4405 (3.7 %)   | 76               | [ 23 ]    | [ 24 ]  |
| Gräfenberg, St          | Wappen der Gemeinde Gräfenberg           | 15 | Gräfenberg     | Lage der Gemeinde Gräfenberg im Landkreis Forchheim                    | 37,86 (5.9 %)  | 4248 (3.6 %)   | 112              | [ 25 ]    | [ 26 ]  |
| Hallerndorf             | Wappen der Gemeinde Hallerndorf          | 9  |                | Lage der Gemeinde Hallerndorf im Landkreis Forchheim                   | 41,33 (6.4 %)  | 4258 (3.6 %)   | 103              | [ 27 ]    | [ 28 ]  |
| Hausen                  | Wappen der Gemeinde Hausen               | 2  |                | Lage der Gemeinde Hausen im Landkreis Forchheim                        | 13,52 (2.1 %)  | 3808 (3.2 %)   | 282              | [ 29 ]    | [ 30 ]  |
| Heroldsbach             | Wappen der Gemeinde Heroldsbach          | 4  |                | Lage der Gemeinde Heroldsbach im Landkreis Forchheim                   | 15,60 (2.4 %)  | 5151 (4.3 %)   | 330              | [ 31 ]    | [ 32 ]  |
| Hetzles                 | Wappen der Gemeinde Hetzles              | 2  | Dormitz        | Lage der Gemeinde Hetzles im Landkreis Forchheim                       | 11,75 (1.8 %)  | 1378 (1.2 %)   | 117              | [ 33 ]    | [ 34 ]  |
| Hiltpoltstein, M        | Wappen der Gemeinde Hiltpoltstein        | 12 | Gräfenberg     | Lage der Gemeinde Hiltpoltstein im Landkreis Forchheim                 | 25,55 (4 %)    | 1517 (1.3 %)   | 59               | [ 35 ]    | [ 36 ]  |
| Igensdorf, M            | Wappen der Gemeinde Igensdorf            | 25 |                | Lage der Gemeinde Igensdorf im Landkreis Forchheim                     | 28,83 (4.5 %)  | 5153 (4.3 %)   | 179              | [ 37 ]    | [ 38 ]  |
| Kirchehrenbach          | Wappen der Gemeinde Kirchehrenbach       | 2  | Kirchehrenbach | Lage der Gemeinde Kirchehrenbach im Landkreis Forchheim                | 8,24 (1.3 %)   | 2227 (1.9 %)   | 270              | [ 39 ]    | [ 40 ]  |
| Kleinsendelbach         | Wappen der Gemeinde Kleinsendelbach      | 5  | Dormitz        | Lage der Gemeinde Kleinsendelbach im Landkreis Forchheim               | 7,50 (1.2 %)   | 1468 (1.2 %)   | 196              | [ 41 ]    | [ 42 ]  |
| Kunreuth                | Wappen der Gemeinde Kunreuth             | 4  | Gosberg        | Lage der Gemeinde Kunreuth im Landkreis Forchheim                      | 9,79 (1.5 %)   | 1424 (1.2 %)   | 145              | [ 43 ]    | [ 44 ]  |
| Langensendelbach        | Wappen der Gemeinde Langensendelbach     | 2  |                | Lage der Gemeinde Langensendelbach im Landkreis Forchheim              | 9,58 (1.5 %)   | 3070 (2.6 %)   | 320              | [ 45 ]    | [ 46 ]  |
| Leutenbach              | Wappen der Gemeinde Leutenbach           | 7  | Kirchehrenbach | Lage der Gemeinde Leutenbach im Landkreis Forchheim                    | 19,39 (3 %)    | 1656 (1.4 %)   | 85               | [ 47 ]    | [ 48 ]  |
| Neunkirchen am Brand, M | Wappen der Gemeinde Neunkirchen am Brand | 11 |                | Lage der Gemeinde Neunkirchen am Brand im Landkreis Forchheim          | 26,40 (4.1 %)  | 8141 (6.9 %)   | 308              | [ 49 ]    | [ 50 ]  |
| Obertrubach             | Wappen der Gemeinde Obertrubach          | 16 |                | Lage der Gemeinde Obertrubach im Landkreis Forchheim                   | 21,14 (3.3 %)  | 2266 (1.9 %)   | 107              | [ 51 ]    | [ 52 ]  |
| Pinzberg                | Wappen der Gemeinde Pinzberg             | 5  | Gosberg        | Lage der Gemeinde Pinzberg im Landkreis Forchheim                      | 13,32 (2.1 %)  | 1997 (1.7 %)   | 150              | [ 53 ]    | [ 54 ]  |
| Poxdorf                 | Wappen der Gemeinde Poxdorf              | 1  | Effeltrich     | Lage der Gemeinde Poxdorf im Landkreis Forchheim                       | 5,17 (0.8 %)   | 1537 (1.3 %)   | 297              | [ 55 ]    | [ 56 ]  |
| Pretzfeld, M            | Wappen der Gemeinde Pretzfeld            | 12 |                | Lage der Gemeinde Pretzfeld im Landkreis Forchheim                     | 24,20 (3.8 %)  | 2383 (2 %)     | 98               | [ 57 ]    | [ 58 ]  |
| Unterleinleiter         | Wappen der Gemeinde Unterleinleiter      | 2  | Ebermannstadt  | Lage der Gemeinde Unterleinleiter im Landkreis Forchheim               | 12,47 (1.9 %)  | 1150 (1 %)     | 92               | [ 59 ]    | [ 60 ]  |
| Weilersbach             | Wappen der Gemeinde Weilersbach          | 5  | Kirchehrenbach | Lage der Gemeinde Weilersbach im Landkreis Forchheim                   | 8,61 (1.3 %)   | 2039 (1.7 %)   | 237              | [ 61 ]    | [ 62 ]  |
| Weißenohe               | Wappen der Gemeinde Weißenohe            | 5  | Gräfenberg     | Lage der Gemeinde Weißenohe im Landkreis Forchheim                     | 4,70 (0.7 %)   | 1216 (1 %)     | 259              | [ 63 ]    | [ 64 ]  |
| Wiesenthau              | Wappen der Gemeinde Wiesenthau           | 2  | Gosberg        | Lage der Gemeinde Wiesenthau im Landkreis Forchheim                    | 6,41 (1 %)     | 1643 (1.4 %)   | 256              | [ 65 ]    | [ 66 ]  |
| Wiesenttal, M           | Wappen der Gemeinde Wiesenttal           | 21 |                | Lage der Gemeinde Wiesenttal im Landkreis Forchheim                    | 45,90 (7.1 %)  | 2620 (2.2 %)   | 57               | [ 67 ]    | [ 68 ]  |